# Russische hockeyploeg (vrouwen)
De Russische hockeyploeg voor vrouwen is de nationale ploeg die Rusland sinds 1991 vertegenwoordigt tijdens interlands in het hockey.

## Erelijst Russische hockeyploeg
| Jaar | Champions Trophy | Europees kampioenschap | Olympische Spelen | Wereldkampioenschap | Hockey World League Hockey Pro League |
| ---- | ---------------- | ---------------------- | ----------------- | ------------------- | ------------------------------------- |
| 1991 | geen deelname    | geen deelname          |                   |                     |                                       |
| 1992 |                  |                        | geen deelname     |                     |                                       |
| 1993 | geen deelname    |                        |                   |                     |                                       |
| 1994 |                  |                        |                   | 12e WK 1994 Dublin  |                                       |
| 1995 | geen deelname    | 5e EK 1995 Amstelveen  |                   |                     |                                       |
| 1996 |                  |                        | geen deelname     |                     |                                       |
| 1997 | geen deelname    |                        |                   |                     |                                       |
| 1998 |                  |                        |                   | geen deelname       |                                       |
| 1999 | geen deelname    | 4e EK 1999 Keulen      |                   |                     |                                       |
| 2000 | geen deelname    |                        | geen deelname     |                     |                                       |
| 2001 | geen deelname    |                        |                   |                     |                                       |
| 2002 | geen deelname    |                        |                   | 16e WK 2002 Perth   |                                       |
| 2003 | geen deelname    | 10e EK 2003 Barcelona  |                   |                     |                                       |
| 2004 | geen deelname    |                        | geen deelname     |                     |                                       |
| 2005 | geen deelname    | geen deelname          |                   |                     |                                       |
| 2006 | geen deelname    |                        |                   | geen deelname       |                                       |
| 2007 | geen deelname    | geen deelname          |                   |                     |                                       |
| 2008 | geen deelname    |                        | geen deelname     |                     |                                       |
| 2009 | geen deelname    | 7e EK 2009 Amstelveen  |                   |                     |                                       |
| 2010 | geen deelname    |                        |                   | geen deelname       |                                       |
| 2011 | geen deelname    | geen deelname          |                   |                     |                                       |
| 2012 | geen deelname    |                        | geen deelname     |                     |                                       |
| 2013 |                  | geen deelname          |                   |                     | 22e HWL 2012-13                       |
| 2014 | geen deelname    |                        |                   | geen deelname       |                                       |
| 2015 |                  | geen deelname          |                   |                     | 27e HWL 2014-15                       |
| 2016 | geen deelname    |                        | geen deelname     |                     |                                       |
| 2017 |                  | geen deelname          |                   |                     | 28e HWL 2016-17                       |
| 2018 | geen deelname    |                        |                   | geen deelname       |                                       |
| 2019 |                  | 7e EK 2019 Antwerpen   |                   |                     | geen deelname                         |
| 2021 |                  | geen deelname          | geen deelname     |                     | geen deelname                         |
| 2022 |                  |                        |                   | geen deelname       | geen deelname                         |
| 2023 |                  | geen deelname          |                   |                     | geen deelname                         |
| 2024 |                  |                        | geen deelname     |                     | geen deelname                         |
| 2025 |                  | geen deelname          |                   |                     | geen deelname                         |